# Антонио Масео
Антонио Масео Грахалес (на испански: Antonio Maceo Grajales) е кубински революционер, който играе важна роля в Десетгодишната война и Кубинската война за независимост.

## Биография
Роден е в семейството на венецуелски селски градинар Маркос Масео (който се мести от Венецуела в Сантяго де Куба през 1823 г.) и кубинската мулатка Мариана Грахалес Коелю. От 16-годишна възраст работи за баща си като водач на мулета. Масео е успешен предприемач и фермер.
С началото на 10-годишната война за независимост (1868-78) се присъединява към Въстаническата армия заедно с баща си и братята си. За пет месеца Масео преминава от редник до командир (майор) и по-късно през 1878 г. получава чин генерал-майор от Освободителната армия. За цвета на кожата, статуса и физическата си сила той получава от другарите си прякора Бронзовия титан (El Titan de Bronce). След войната е в изгнание в различни страни на Латинска Америка (Хаити, Ямайка, Коста Рика), подготвяйки ново въстание в Куба.
През април 1895 г. Масео, Хосе Марти и други патриоти пристигат в Куба и започват ново въоръжено въстание срещу Испания. Масео, заедно с Максимо Гомес ръководи революционните сили в провинция Ориенте и през септември става заместник-командващ на Освободителната армия.
На 7 декември 1896 г. Масео е убит близо до Сан Педро, където се насочва с малък отряд бойци, попадайки под интензивен огън от испанците, които го забелязват. Заедно с него е убит и синът на Гомес, който се опитва да го измъкне.
Паметниците на Масео са издигнати в Сантяго де Куба и друг в Хавана до болницата Hermanos Ameijeiras. Град Масео, щата Кентъки в САЩ също е кръстен в негова чест.
- Масео в униформа
- Картина изобразяваща смъртта му
- Банкнота от 20 кубински песо с ликът на Масео от 1936 г.
- Паметник на Масео